# Бутурлинівка
Бутурлинівка (рос. Бутурлиновка) — місто районного підпорядкування, адміністративний центр Бутурлинівського району Воронезької області. Історично було розташоване на крайній північно-східній українській етнічній межі.
Місто розташоване на північній околиці Калацької височини, на річці Осередь (притока Дону), в 180 км на південний схід від Вороніжа. Залізнична станція Бутурлинівка. Площа міста — 37,72 км².

## Історія
В 1740 році на землях графа Олександра Борисовича Бутурлина, подарованих йому імператрицею Єлизаветою Петрівною, була заснована слобода Бутурлинівка. Населення становили вихідці з Лівобережної України. З 1779 входила до складу Бобровського повіту. 

З 1896 року діяв паровий млин купців Кащенків. В 1860-1870-і роки на гуральні працював Б. С. Познанський, його враження відбилися в нарисі «Воронізькі хохли» (Киевская старина. 1885. № 4). У 1869—1876 рр. учителем школи працював письменник-мемуарист В. А. Тихонов; цей період висвітлений у його мемуарах «Двадцять п'ять років на казенній службі» (СПб., 1912).
В 1900 у слободі Бутурлинівка існували земська лікарня, аптека, богадільня, 4 школи, 2 винокурних заводи, 3 цегельних заводи, парова і 86 вітряних млинів.
17 липня 1917 року Бутурлинівка отримала статус міста. У 1918 році Бутурлинівка була прикордонним пунктом української держави.

## Персоналії
- Дремлюга Микола Васильович (1917—1998) — український композитор, педагог.